# Castell de Săvârșin
Castell de Săvârșin (en romanès: Castelul Săvârșin) és una gran casa de camp situada al parc Săvârșin, una finca privada de 6,5 hectàrees que era propietat del rei Miquel I de Romania (1921-2017) a Săvârșin, al comtat d'Arad, Romania.
És la residència oficial de l'antiga família reial romanesa on se signaren els estatuts que defineixen el paper i els poders de la família reial. El rei Miquel I i la reina Anna van passar aquí les seves vacances nadalenques anuals després de la restitució del castell a la propietat reial, una tradició continuada per Margareta, custodia de la corona romanesa.

## Història
Anteriorment conegut com a castell de Forray, Săvârșin va ser propietat de diverses famílies nobles hongareses durant tres segles durant el territori propietat del Regne d'Hongria fins a la Unió de Transsilvània amb Romania. A mitjan segle xviii, al centre de la finca on es troba l'actual castell reial, hi havia un edifici aixecat en estil barroc occidental (que data del 1680), que pertanyia a la família noble Edelspacher de Gyorok. Després d'haver estat incendiat el novembre de 1784 pels camperols en la sorpresa dirigida per Horia, Closca i Crisan, i necessitat de ser restaurat des dels fonaments, el castell va tenir diversos propietaris, fins al 1858 quan va passar a ser propietat de la família dels comtes Leopold Nádasdy, el que la va reconstruir en la seva forma actual el 1860.
El 1941, després d'un intercanvi de propietats, el Castell va passar a ser propietat de la família Mocioni-Starcea, que va preparar el Castell per als anomenats "caps de setmana de la corona". El 1943, el castell va passar a ser propietat del rei Miquel I, que era el rei de Romania en aquell moment i va comprar el castell de la propietat de la Corona com a regal per a la seva mare, la reina Helena.

### Nacionalització i ús posterior
El castell va ser confiscat per les autoritats comunistes durant l'exili de la família reial romanesa, a causa de l'abdicació forçada del rei Miquel el 1947. Després de la nacionalització de l'era comunista, el castell de Savârșin es va convertir en un hospital per a malalties internes, un sanatori de tuberculosi i un sanatori de trastorns nerviosos i el 1967 el dictador comunista Nicolae Ceaușescu va decidir convertir-lo en una casa d'hostes per a la visita de caps d'estat.

### Torna a la propietat
El 2000, el Tribunal Superior de Cassació i Justícia va declarar que tota la propietat i el terreny havien de ser restaurats al rei Miquel I. En determinades ocasions, la propietat reial està oberta al públic i es pot veure l'edifici des d'una distància més propera. Tradicionalment, la família reial passa les vacances d'hivern a Savârșin, ocasió en què molts grups venen a cantar nadales a l'antic sobirà i a la família reial. Els cantants de nadales provenen dels pobles propers, però també d'altres comunitats del comtat d'Arad, així com dels comtats veïns d'Alba, Hunedoara i Timiș. El dia de Nadal, els membres de la família participen en el servei religiós a l'església ortodoxa del poble.